# Josep Sardà i Gavaldà
Josep Sardà i Gavaldà (Sabadell, 1813? - 29 d'agost de 1881) fou un advocat i historiador català.
Estudià dret a la universitat de Barcelona i s'establí d'advocat a Sabadell. El 1858 va ser nomenat secretari de l'Ajuntament sabadellenc i cronista de la ciutat. Va escriure, juntament amb Agustí Rius i Borrell –professor de la primera Escola Superior–, una Guía histórica, estadística y geográfica de Sabadell, publicada el 1867 per l'mpressor Torner. També va traduir del francès, amb Feliu Vilarrúbias, llibres de dret i jurisprudència, com Las leyes civiles en su orden natural, editat a Barcelona el 1861.
L'any 1884 Sabadell li dedicà un carrer al barri de l'Eixample.